# Jean-Pierre De Decker
Jean-Pierre De Decker, né à Gand le 29 avril 1945 et mort à Gavere le 3 juin 2001 , est un réalisateur belge.
Travaillant majoritairement pour la télévision, il a réalisé un unique long métrage de cinéma, Springen, sorti en 1986.

## Filmographie
Sauf indication contraire, les informations mentionnées dans cette section peuvent être confirmées par la base de données cinématographiques IMDb,  présente dans la section « Liens externes ».

### Cinéma
- 1986 : Springen

### Télévision
- 1978 : Trampoline (téléfilm)
- 1980 : Chez nous (téléfilm)
- 1991 : Fond (Dierbaar) (téléfilm)
- 1993 : Le Monde de Ludovic (De wereld van Ludovic) (téléfilm)
- 1996 : L'Histoire du samedi (série télévisée), épisode L'Enfance volée
- 1997 : Diamant (mini-série)

## Distinction
- Festival du film de Taormine 1986 : en compétition pour le Charybde d'or pour Springen
- Prix Joseph-Plateau 1991 : meilleur téléfilm belge pour Fond